# فابریزیو لارینی
فابریزیو لارینی (انگلیسی: Fabrizio Larini؛ زادهٔ ۳۱ مارس ۱۹۵۳) بازیکن فوتبال اهل ایتالیا است.
از باشگاه‌هایی که در آن بازی کرده‌است می‌توان به باشگاه فوتبال اینتر میلان، باشگاه فوتبال پارما، باشگاه فوتبال کرمونزه، باشگاه فوتبال رجانا، باشگاه فوتبال پالرمو، و باشگاه فوتبال اسپال اشاره کرد.